# Maya Rehberg
Maya Rehberg (ur. 28 kwietnia 1994) – niemiecka lekkoatletka specjalizująca się w biegach długich.
W 2011 była finalistką mistrzostw świata juniorów młodszych (bieg na 1500 metrów). Szósta zawodniczka biegu na 3000 metrów z przeszkodami podczas mistrzostw świata juniorów w Barcelonie (2012). W 2013 zdobyła brąz na dystansie 3000 metrów z przeszkodami podczas mistrzostw Europy juniorów w Rieti. 
W 2010, 2011, 2012, 2013 i 2016 startowała w mistrzostwach Europy w biegach przełajowych zdobywając w sumie sześć medali (w tym jeden indywidualnie). 
Rekordy życiowe: bieg na 3000 metrów z przeszkodami – 9:39,18 (6 czerwca 2016, Praga).